# Ursula Wolff (Schauspielerin)
Ursula „Uschi“ Wolff (* 10. Juli 1943 in Berlin) ist eine deutsche Schauspielerin und Synchronsprecherin.

## Leben und Leistungen
Bereits als Kind spielte Uschi Wolff ab Mitte der 1950er Jahre in Produktionen wie Die Trapp-Familie, einem der erfolgreichsten deutschen Heimatfilme. Später war sie in den Folgen Zürcher Früchte, Die Macht des Schicksals und Gegenspieler der Tatort-Reihe sowie in Produktionen wie der Comedyserie Büro, Büro oder dem Film Didi – Der Experte zu sehen.
Ebenfalls bereits seit ihrer Kindheit ist Wolff als Synchronsprecherin tätig. Unter anderem sprach sie in der zweiten deutschen Synchronfassung des Disney-Zeichentrickfilms Schneewittchen und die sieben Zwerge Schneewittchen. Sie synchronisierte auch die Schauspielerinnen Debra Winger (Ein Offizier und Gentleman, Zeit der Zärtlichkeit) und Demi Moore (Nochmal so wie letzte Nacht, Das siebte Zeichen). In der Anime-Serie Heidi war sie als Clara Sesemann zu hören. In der Serie Die wilden Siebziger synchronisierte sie Debra Jo Rupp. In der Serie Falcon Crest synchronisierte sie Margaret Ladd als Emma Channing und in der Serie Outlander Annette Badland als Mrs. Fitzgibbons. Darüber hinaus ist Uschi Wolff auch als Dialogregisseurin tätig.

## Filmografie (Auswahl)

### Schauspielerin
- 1956: Rosen für Bettina
- 1956: Das alte Försterhaus
- 1956: Die Trapp-Familie
- 1958: 13 kleine Esel und der Sonnenhof
- 1958: Die Trapp-Familie in Amerika
- 1961: Funkstreife Isar 12 – Halt, oder ich schieße
- 1963: Der Schattenboxer
- 1966/1967: Die hundertste Nacht
- 1970: Der Kommissar – Der Papierblumenmörder
- 1973: Lokaltermin – Die Brosche
- 1978: Tatort – Zürcher Früchte
- 1981: Büro, Büro (Fernsehserie)
- 1985: Die Krimistunde (Fernsehserie, Folge 17, Episode: „Genau die richtige Art von Haus“)
- 1987: Die Krimistunde (Fernsehserie, Folge 26, Episode: „Lebe wohl, schöne Welt“)
- 1987: Tatort – Gegenspieler
- 1987: Tatort – Die Macht des Schicksals
- 1987/1988: Didi – Der Experte
- 2005: Conny und die verschwundene Ehefrau (Fernsehfilm)

### Synchronsprecherin

#### Filme
- 1966: Adriana Caselotti als Schneewittchen (Sprache) in Schneewittchen und die sieben Zwerge
- 1968: Sondra Locke als Margaret Kelly in Das Herz ist ein einsamer Jäger
- 1972: Heidi Hansen als Beate in Immer Ärger mit Hochwürden
- 1980: Sabine Haudepin als Nadine Marsac in Die letzte Metro
- 1980: Laurie Bartram als  Brenda  in Freitag der 13.
- 1990: Judith Hoag als Molly in Cadillac Man
- 1993: Deborah Kerr als Alison Kirbe in Drei Männer für Alison
- 1998: Edie McClurg als Carlotta in Arielle, die Meerjungfrau
- 2001: Jackie Burroughs als Fay Vaughn in Lost and Delirious
- 2010: Alice Hirson als Grandma Olson in StarStruck – Der Star, der mich liebte
- 2020: Adriane Lenox als Vonetta Davis in 21 Bridges

#### Serien
- 1967: Annette Andre als Madeline Dawson in Simon Templar
- 1978: Kathleen Lloyd als Marilyn Quinlan Bedestrum in Harry O
- 1983–1990: Margaret Ladd als Emma Channing in Falcon Crest
- 1993: Blythe Danner als Janice Benedict in Columbo: Etüde in Schwarz
- 1993: Edie Falco als Sally Bell in Law & Order
- 1993–1995: Stacy Jefferson als Füchsin in Als die Tiere den Wald verließen
- 1998–2007: Debra Jo Rupp als Kitty Forman in Die wilden Siebziger
- seit 1999: Mary Kay Bergman, Eliza Schneider und April Stewart als Liane Cartman in South Park
- 2013: Lesley Nicol als Johanna in Once Upon a Time – Es war einmal …
- 2015: Mary Jo Deschanel als Julia Lonegan in Law & Order: Trial by Jury
- 2015: Annette Badland als Glenna FitzGibbons in Outlander
- 2019–2022: Laila Berzins als Sadie Croaker in Disney Amphibia
- 2021: Debra Jo Rupp als Mrs. Hart in WandaVision